# بير سالم
بير سالم بلدة سوريّة تتبع إداريّاً لمحافظة حلب منطقة منبج ناحية مسكنة، بلغ تعداد سكانها 827 نسمة حسب التعداد السكاني لعام 2004.